# 普阿比
普阿比是苏美尔城市乌尔的重要人物。 通常被称为“ 女王 ”，她的地位有点争议。她坟墓中的几个滚筒印章上的头衔是“ nin ”或“eresh”，这是一个可以表示女王或女祭司的苏美尔字。

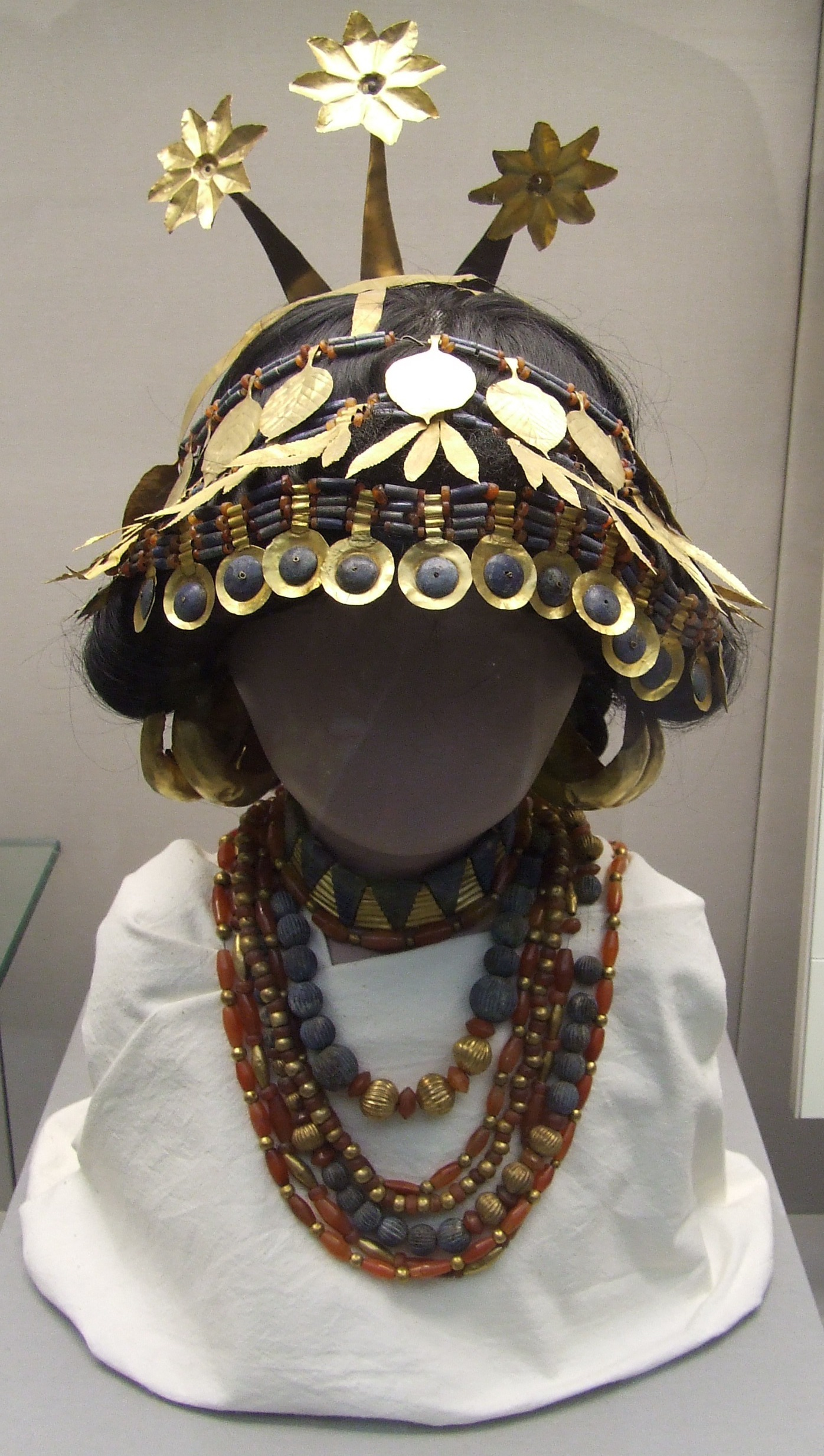
在Puabi墓中发现的重建的苏美尔头饰项链，位于大英博物馆

## 普阿比之墓
英国考古学家伦纳德·伍利率领其团队，于1922年至1934年间在在伊拉克的“乌尔皇家公墓”考古时，从1800个墓葬当中发现了普阿比墓。普阿比的坟墓在这次大发掘中显然是独一无二的，不仅因为发现了大量保存完好的殉葬品 ，也因为她的坟墓在几千年来一直没有受到任何盗墓者的影响。伦纳德·伍利在普阿比坟墓中发现的殉葬品数量惊人，包括一个由金质叶子、扣环和圆盘盘制成的华丽并且沉重的金色头饰; 一个架保存完好的装饰着黄金和青金石镶嵌的胡须牛头的七弦琴; 丰富的金餐具 ; 黄金，红玉髓和青金石圆柱形珠子，制作出的奢华的项链和腰带;一辆装饰着银质狮子的头战车，以及大量的银制，青金石，金戒指和手镯。

### 普阿比黄金头饰
为她殉葬的至少有有52人：除了仆人，警卫，马，狮子，战车和其他尸体。 - 挖掘者伦纳德伍利怀疑殉葬者们为了在下一个世界中继续服侍他们的女主人，都是自己服毒（或被其他人毒害）。通过宾夕法尼亚大学博物馆的 CAT扫描得出的最新证据表明，一些殉葬者可能是以由钝器暴力击打离世殉葬的伍利他最初的挖掘过程中也发现了一个类似锤子的一个尖头的加重的小工具，可以解释头骨上破碎并且导致死亡的原因。意大利考古学家Massimo Vidale认为，虽然钝器创伤假说似乎是合理的，但死亡的原因可能也是割喉或者如前文所认为的那样下毒。

### 普阿比遗体
普阿比遗体，包括严重受损的头骨碎片，保存在伦敦自然历史博物馆。伍利探险队出土的宝藏分为别存放在伦敦大英博物馆 ，费城宾夕法尼亚大学博物馆和巴格达国家博物馆。